# سرجیو دیاز (بازیکن فوتبال، زاده ۱۹۵۶)
سرجیو دیاز (اسپانیایی: Sergio Díaz‎؛ زادهٔ ۴ اکتبر ۱۹۵۶) بازیکن فوتبال اهل آرژانتین است.